# Productions Nova Média
Productions Nova Média est une société de production audiovisuelle canadienne fondée en 1999 à Rouyn-Noranda.

## Histoire

### Création et premiers projets
Productions Nova Média est fondé en 1999 par Yves Lafontaine et Louise Girard. En 2001, Nova Média s'est fait connaître grâce au documentaire Il parle avec les loups, basé sur la vie de Michel Pageau. En 2002, ils sont finalistes aux Prix Gémeaux. Au cours des années, la compagnie produira divers documentaires pour le marché national et international. La société contribua énormément dans l'industrie cinématographique québécoise.
Yves Lafontaine citera « On a toujours voulu produire des documentaires de qualité à partir de l’Abitibi-Témiscamingue »
En 2014, ils sont finalistes au Festival des Écrans de la Mer de Dunkerque, en France, pour le Le retour de la baleine boréal.
En 2021, la projection du documentaire La vie devant moi a eu lieu au Festival du cinéma international en Abitibi-Témiscamingue avec comme tête d’affiche André Robitaille.

## Filmographie

### Documentaires
- 2001 : Il parle avec les loups
- Humanima
- 2005 : Voler sa vie
- 2012 : Le règne de l'araignée
- 2012 : Fenêtre sur corps
- 2013 : Le retour de la baleine boréal
- 2013 : Voyage au centre de la mer
- 2014 : Curieux métier
- 2015 : La vie secrète des lacs
- 2016 : Stanley Vollant de Compostelle à Kuujjuaq[3]
- 2016 : Planète glace
- 2018 : L'énigme des Bélugas[1]
- 2019 : Que mangera-t-on demain?
- 2019 : La révolution génétique
- 2020 : À qui appartient l'arctique
- 2020 : Quand les animaux sauvages emménagent en ville
- 2020 : Planète verte-Réinventer l'agriculture
- 2021 : La vie devant moi[4].

## Prix et nominations
- 2001 : Prix du jury Télébec
- 2002 : Finaliste aux Prix Gémeaux dans la catégorie « meilleur son d'ensemble, émission documentaire ou d'information »
- 2005 : Grand Prix, Festival international du Film de Montagne d'Autrans, France, catégorie Documentaire
- 2006 : Grand prix Gémeaux, émission documentaire, meilleur montage et meilleur musique
- 2009 : Finaliste aux Prix Gémeaux dans la catégorie « meilleur montage documentaire »
- 2013 : Meilleur documentaire scientifique au Japan Wildlife Film Festival
- 2014 : Finaliste au Festival des Ecrans de la Mer de Dunkerque, France
- 2015 : Finaliste International Ocean Film Festival, San Francisco
- 2015 : Finaliste Prix Gémeaux - Meilleur documentaire nature et science
- 2018 : Prix Gémeaux - meilleur émission ou série documentaire Science, Nature et Environnement
- 2019 : Prix Gémeaux - meilleur composante numérique pour une émission ou série documentaire